# Secreto (canción)
«Secreto» es una canción del cantante puertorriqueño Anuel AA y la cantante colombiana Karol G. Fue lanzada el 15 de enero de 2019 por Universal Music Latino, como el primer sencillo del segundo álbum de Anuel AA, Emmanuel. Logró ser número uno en varios listados españoles, quedándose allí por tres semanas, además de ser top 40 en Italia, y número 68 en el Billboard Hot 100. Después, fue certificado 4× Platino latino por la RIAA.

## Antecedentes
La canción fue llamada como un «dueto de pop-reggaetón sobre un romance tórrido, pero oculto», se consideró que se trataba de la antigua relación amorosa rumoreada pero no confirmada entre Anuel y Karol en ese entonces. La pista se filtró ilegalmente en internet en diciembre de 2018, por lo que los productores temieron obstaculizaría el éxito de la canción, ya que desmotivó a los cantantes para promoverla, pero la canción fue exitosa pese a esto. Billboard describió su letra como la «apasionante vida de amor en la cama» de una pareja.

## Vídeo musical
El vídeo de música fue también liberado en YouTube en enero de 2019, y presenta escenas románticas de Anuel AA y Karol G. Rolling Stone lo llamó un «todo un valor de PDA de comedia romántica». Consiguió cerca de los 100 millones de vistas en 10 días, y en marzo de 2021 ha recibido mil 141 millones de vistas. En el vídeo musical aparecen los arreglos florales que el puertorriqueño realizó para la colombiana, realizados por Lovely Roses de Erika Mejía.

## Gráficos

### Listas semanales
| Listas (2019)                         | Posición más alta |
| ------------------------------------- | ----------------- |
| Argentina (Argentina Hot 100)         | 3                 |
| Bolivia (Monitor Latino)              | 1                 |
| Colombia (Monitor Latino)             | 8                 |
| Colombia (National Report)            | 5                 |
| República Dominicana (Monitor Latino) | 13                |
| Ecuador (Monitor Latino)              | 6                 |
| Honduras (Monitor Latino)             | 3                 |
| Nicaragua (Monitor Latino)            | 1                 |
| Italia (FIMI)                         | 34                |
| Paraguay (Monitor Latino)             | 5                 |
| Perú (Monitor Latino)                 | 1                 |
| Portugal (AFP)                        | 68                |
| Puerto Rico (Monitor Latino)          | 1                 |
| España (Top 100 Canciones)            | 1                 |
| Suiza (Schweizer Hitparade)           | 65                |
| Estados Unidos (Billboard Hot 100)    | 68                |
| Estados Unidos (Hot Latin Songs)      | 5                 |
| Estados Unidos (Latin Airplay)        | 1                 |
| Estados Unidos (Latin Rhythm Airplay) | 1                 |
| Venezuela (Monitor Latino)            | 12                |

### Listas de fin de año
| Gráficos (2019)                    | Posición |
| ---------------------------------- | -------- |
| Argentina Airplay (Monitor Latino) | 34       |
| El Salvador (Monitor Latino)       | 8        |
| Portugal (AFP)                     | 257      |

## Certificaciones
| Región         | Certificación        | Unidades |
| -------------- | -------------------- | -------- |
| Italia (FIMI)  | Platino              | 50 000   |
| Portugal (AFP) | Oro                  | 5000     |
| España         | 3× Platinum          | 120 000  |
| Estados Unidos | 4× Diamante (Latino) | 600 000  |